# عاشق حصار
عاشق حصار، روستایی از توابع بخش مرکزی شهرستان تاکستان در استان قزوین ایران است.

## جمعیت
این روستا در دهستان قاقازان شرقی قرار دارد و براساس سرشماری مرکز آمار ایران در سال ۱۳۸۵، جمعیت آن زیر سه خانوار بوده‌است.علت اصلی خالی بودن عاشق حصار از جمعیت , کمبود یا به عبارتی نبود آب کافی برای کشاورزی و آشامیدن بوده است .